# センチュリーベストナイン
センチュリーベストナインは、2000年に日本野球機構・読売新聞社・日本テレビ・ニッポン放送が主催して、日本プロ野球の20世紀全体を通したベストナインを決めようとした企画。現在、日本野球機構をはじめとする主催者のHPにはこの企画に関する記述が存在せず、ネットでの投票サイト（http://bestnine.yahoo.co.jp ）も閉鎖されている。

## 選考方法
一般の投票と選考委員13人の選考で決まる。一般の投票は、Yahoo!Japan上にある公式ページもしくは12球団の本拠地球場での投票用紙で可能であった。予め与えられたポジションにノミネートしている選手に投票する形をとり、ノミネートされていない選手や、ノミネートされているが別ポジションに投票したい場合は、自らノミネートして投票する必要があった。

## 選考委員
西田ひかる（タレント）、中居正広（タレント）、テリー伊藤（演出家）、水谷八重子（女優）、浅利慶太（劇団四季代表）、池井優（歴史学者）、柳本元晴（週刊ベースボール編集長）、二階堂昭雄（毎日新聞社・野球殿堂選考委員）、渋沢良一（セリーグ事務局長）、村田繁（パリーグ事務局長）、幸山勉（共同通信社・野球殿堂選考委員）、金井義明（コミッショナー事務局長）、迫田泰敏（読売新聞社運動部局長）

## 選考結果（受賞者と次点者）
投票総数1,027,512（投票用紙など929,361、インターネット98,151）

|        | 選手名           | 所属       | 得票数  |
| ------ | ---------------- | ---------- | ------- |
| 投手   | 江夏豊           | 西武       | 129,694 |
|        | 野茂英雄*        | 近鉄       | 112,561 |
| 捕手   | 古田敦也*        | ヤクルト   | 304,290 |
|        | 野村克也         | 西武       | 223,753 |
| 一塁手 | 王貞治           | 巨人       | 501,834 |
|        | ランディ・バース | 阪神       | 149,120 |
| 二塁手 | 落合博満         | 日本ハム   | 239,136 |
|        | 篠塚和典         | 巨人       | 200,612 |
| 三塁手 | 長嶋茂雄         | 巨人       | 507,849 |
|        | 掛布雅之         | 阪神       | 118,468 |
| 遊撃手 | 松井稼頭央*      | 西武       | 209,694 |
|        | 吉田義男         | 阪神       | 137,430 |
| 外野手 | イチロー*        | オリックス | 587,426 |
| 外野手 | 松井秀喜*        | 巨人       | 390,028 |
| 外野手 | 張本勲           | ロッテ     | 203,150 |
|        | 秋山幸二*        | ダイエー   | 202,930 |

所属は日本における最終球団。*は当時現役。

## 問題点
- 選考委員の権限が明らかにされていなかった。また委員にはプロ野球との関連が不明な人物も含まれていた。
- 二塁手として239試合しか出場していない落合博満が二塁手としてノミネートされていた（落合の場合、もっとも多く出場したのが一塁手であり、2年連続三冠王を達成した年は三塁手での出場が最多であった）。
- 古い時代の選手が選出されにくく、選出された9人中現役選手が4人も占めた（野茂英雄と秋山幸二が僅差で次点となったが、もし両者ともに選出されていたら9人中6人を現役選手が占めることになっていた）。中でも松井稼頭央は、わずか一軍実働6年での選出となった。
- スポーツライターで「記録の神様」と呼ばれる宇佐美徹也は、この企画と結果に不満を持ち、自著「プロ野球全記録2001年版」で独自のベストナインを発表した。